# Festetics Kristóf
Tolnai Festetics Kristóf (Ság, 1696. július 22. – Sopron, 1768. február 25.) nagybirtokos, Somogy vármegye alispánja, országgyűlési követ, aranysarkantyús lovag, a Padányi Biró Márton püspök által alapított titokzatos Angyali Társaságnak tagja.

## Élete
A Vas vármegyei vagyonos, köznemesi Festetics családban született. Apja nemes Festetics Pál (1640–1720), dunántúli vicegenerális, édesanyja Fitter Erzsébet (†1711) volt. Apai nagyszülei Festetics Pál (†1643), németújvári várnagy, földbirtokos, és kisunyomi Bornemisza Orsolya (†1664) voltak. Anyai nagyszülei Fitter János és Bucsányi Zsuzsanna voltak. Festetics Kristóf édestestvérei tolnai gróf Festetics József (1691–1757), vezérőrnagy, lovassági tábornok, az osztrák örökösödési háború híres hadvezére, Festetics Ferenc (1676–1717), vértes kapitány; nővérei Festetics Julianna (1673–1738), akinek a férje, béri Balogh Ádám (1665–1711) kuruc brigadéros, földbirtokos, Festetics Erzsébet (1688–1759), akinek a férje báró Ghillány János lovassági tábornok, Festetics Mária (1668–1720), akinek a férje meszleni Meszlény János Győr vármegye alispánja volt. Nagybátyja gróf galántai Esterházy Imre (1663–1745) esztergomi érsek, főkancellár, akinek az anyja Fitter Jánosné Bucsányi Zsuzsanna volt, báró Esterházy Imre (1638–1670) hitvese. Festetics Kristóf a felesége révén sógora mezőszegedi Szegedy Ferenc, Veszprém vármegye alispánja, királyi táblai ülnök, földbirtokos, akinek medgyesi Somogyi Rózától született fia, mezőszegedi Szegedy Ignác (1736–1796), királyi tanácsos, Zala vármegye alispánja, földbirtokos, Vas- és Zala megyék táblabírája.
Középiskoláit Sopronban és Nagyszombatban végezte, majd jogot tanult. Apai nagyszülei Festetics Pál, a gróf Batthyány család németújvári uradalom tiszttartója 1634 és 1640 között, és kisunyomi Bornemissza Orsolya asszony voltak.
Apja halála (1720) után megegyezett testvérével, Festetics Józseffel (1691–1757), s átvette családi örökséget. 1746. augusztus 11-én Mária Terézia magyar királynő neki és fivérének a tolnai nemesi előnevet adományozta. Festetics Kristóf 1726-ban vette meg Festetics Kristóf a csurgói uradalmat de Prie János Antaltól és nagy lendülettel látott neki az uradalmi központ kialakításához, majorsági gazdálkodása kiterjesztéséhez. A 18. század első felében jutott a birtokába Keszthely város egy része és környéke a gelsei Pethő családtól, 1745 után kezdődtek el a kastély építési munkálatai, és lett Keszthely a korábbi Balatonkeresztúr helyett a családi birtok központja. Festetics Kristóf fia, Festetics Pál, 1774-ben grófi rangot nyert; Kristóf bátyja, József, viszont 1749-ben megszerezte a grófi címet.
A gazdálkodás mellett élénken érdeklődött a közügyek iránt is. 1722. május 18-án országgyűlési követté választották Kaposváron. Részt vett a törvényszékek munkájával kapcsolatos bizottság tevékenységében. Somogy vármegye alispáni tisztségét is több cikluson át betöltötte. 1736-ban az uralkodó helytartótanácsi tanácsossá nevezte ki. Így több mint egy évtizeden át Pozsonyban hivatalnokoskodott. 1741-ben Mária Terézia aranysarkantyús lovaggá ütötte, és még ez évben kinevezték a hétszemélyes tábla bírájává is. Pestre költözött, ahol haláláig ellátta bírói feladatait. Hivatali munkája mellett nagy gondot fordított a családi vagyon gyarapítására, a gersei Pethő-család birtokainak megvételével gersei Pethő Zsigmondtól, ő teremtette meg a Keszthely város körüli uradalmat. Ő tekinthető a „keszthelyi ág” megalapítójának. Az 1737 és 1741 között lebonyolított vásárlásai eredményeként vált a Festetics család Zala vármegye egyik legnagyobb földbirtokosává. 1745-ben hozzákezdett a keszthelyi kastély építéséhez, de gyógyszertárat és kórházat is létesített a városban. A környező falvakban templomokat építtetett, s a keszthelyi templom is neki köszönheti három harangját. Ő vetette meg a keszthelyi könyvtár alapjait is. Érdekelte a balatoni hajózás, vitorlás gályát építtetett. Ő használt először bivalyokat a Hévízi-tó lefolyócsatornájának tisztítására.
Mária Terézia úrbérrendezés korában összesen 23 478 úrbéri holdja volt, 1269 jobbágya és 449 zsellére. Földbirtokos volt Somogy, Vas és Zala megyében.

## Házassága és gyermekei

A mezőszegedi Szegedy család címere

1721. július 25-én vette feleségül mezőszegedi Szegedy Juditot (1705. augusztus 4.-?), Szegedy Pál vasi alispán és telekesi Török Katalin lányát. A házasságból hét gyermek született:
- tolnai Festetics Judit (*1722), báró Vécsey István (†1802) felesége
- gróf tolnai Festetics Pál (*Ság, 1722. december 7. - †Pozsony, 1782. április 7.). Neje, nagybossányi Bossányi Júlia
- tolnai Festetics Julianna Franciska (*Ság, 1724 szeptember 17.)
- tolnai Festetics Borbála (*Ság, 1726. október 13.)
- tolnai Festetics Lajos (*Ság, 1732. július 26.; †1797). Neje, nagyjókai Farkas Krisztina.
- tolnai Festetics Katalin
- tolnai Festetics Teréz (*1739; †1812), Hunyady Elek (*Oszlány, 1734. július 21. – †1807) felesége

## Halála
Festetics Kristóf Sopronban halt meg 1768. február 25-én, de kívánságának megfelelően holttestét Keszthelyre szállították, ott temette el nagymányai Koller Ignác veszprémi püspök 1768. április 19-én, a mai plébániatemplom kriptájában.

## Külső hivatkozások
- Festetics Kristóf
- Festetics család